# Мирзахалилов, Миразизбек Мирзакаримович
Миразизбек Мирзакаримович Мирзахалилов (узб. Mirazizbek Mirzakarimovich Mirzaxalilov; род. 27 февраля 1995, Кува, Ферганская область, Узбекистан) — узбекский боксёр, выступающий в легчайшей, во второй легчайшей и в полулёгкой весовых категориях. Чемпион мира (2019), чемпион Азиатских игр (2018), чемпион Азии (2019), серебряный призёр чемпионата Азии (2021) в любителях.

## Любительская карьера
Миразизбек Мирзахалилов выступает в легчайшей весовой категории. В любительском боксе выступает с 2014 года. Тренируется под руководством Эркаева Баходира.
В 2018 году принял участие в летних Азиатских играх, которые проходили в Джакарте. В полулёгком весе он сумел завоевать золотую медаль, в финале победил спортсмена из КНДР Хё Нам Йо.
В Бангкоке на Чемпионате Азии 2019 года стал чемпионом континента, в финале переиграл индийского боксёра Кавиндера Синхт Бишта.
На чемпионате мира 2019 года в Екатеринбурге, Миразизбек дошёл до решающего поединка, в котором победил кубинского боксёра Ласаро Альвареса, тем самым завоевал золотую медаль и чемпионский титул.

## Профессиональная карьера
3 апреля 2021 года начал профессиональную карьеру, досрочно победив нокаутом в 1-м раунде опытного танзанийца Ташу Мжуаджи (17-7-2).

## Список профессиональных поединков
В таблице перечислены результаты всех поединков боксёров.
В каждой строке указан результат поединка. Дополнительно номер поединка обозначен цветом, который обозначает итог поединка. Расшифровка обозначений и цветов представлена в нижеследующей таблице.
| Пример | Расшифровка                     |
| ------ | ------------------------------- |
|        | Победа                          |
|        | Ничья                           |
|        | Поражение                       |
|        | Планируемый поединок            |
|        | Поединок признан несостоявшимся |
| КО     | Нокаут                          |
| ТКО    | Технический нокаут              |
| PTS    | Решение судей (по очкам)        |
| UD     | Единогласное решение судей      |
| MD     | Решение большинства судей       |
| SD     | Раздельное решение судей        |
| RTD    | Отказ от продолжения боя        |
| DQ     | Дисквалификация                 |
| NC     | Поединок признан несостоявшимся |

| 1 поединок, 1 победа (1 нокаутом). | 1 поединок, 1 победа (1 нокаутом). | 1 поединок, 1 победа (1 нокаутом). | 1 поединок, 1 победа (1 нокаутом). | 1 поединок, 1 победа (1 нокаутом). | 1 поединок, 1 победа (1 нокаутом). | 1 поединок, 1 победа (1 нокаутом). | 1 поединок, 1 победа (1 нокаутом). |
| Бой                                | Рекорд                             | Дата боя                           | Соперник                           | Место проведения боя               | Раундов, время                     | Дополнительно                      |                                    |
| ---------------------------------- | ---------------------------------- | ---------------------------------- | ---------------------------------- | ---------------------------------- | ---------------------------------- | ---------------------------------- | ---------------------------------- |
| 1                                  | 1-0                                | 3 апреля 2021                      | Таша Мжуаджи (17-7-2)              | Хумо Арена, Ташкент, Узбекистан    | KO 1 (6), 2:24                     | Профессиональный дебют.            |                                    |